# 소알리랄
소알리랄(蕭斡里剌, 萧斡里剌, Xiao Wolila)은 서요의 대신이다. 자식은 소타로불(蕭朶魯不, Xiao Duolubu), 소박고지사리(蕭朴古只沙里, Xiao Puguzhi). 그는 야율대석의 측근으로, 보대 4년(1124년)에 야율대석을 따라 서쪽(지금의 어민현)으로 피신할 때 야율대석을 황제로 추대하여 서요 정권을 수립하였다. 1177년 시동생 소박고지사리와 사통하던 야율보속완은 남편 소타로불을 살해했다. 그러자 소알리랄은 정변을 일으켜 야율보속완과 아들 소박고지사리를 죽였다. 그 뒤 야율직로고가 서요의 황제로 즉위하였고, 이듬해를 원년으로 연호를 ‘천희’로 바꾸었다.